# 严卫东
严卫东（1968年5月—），男，汉族，四川邛崃人，中华人民共和国政治人物。现任中共遂宁市委书记，第十四届全国人大代表。曾任达州市人民政府市长。

## 生平
2024年7月，转任中共遂宁市委书记。